# Lista de episódios de Camp Lazlo
|  | Este artigo encontra-se parcialmente em língua estrangeira. Ajude e colabore com a tradução. |

Esta é uma lista de episódios da série de desenho animado estadunidense Camp Lazlo (no Brasil, O Acampamento de Lazlo). Nela contém o número dos episódios, o título original deles, o título em português que na maioria dos episódios é indisponível, e a data de estreia original deles (que ocorreu nos Estados Unidos). A série teve um total de 61 episódios que foram distribuídos em 5 temporadas, 2 especiais e 14 episódios curtos, sendo que todos foram produzidos entre 2004 e 2007 e exibidos entre 2005 e 2008.

## 1.ª Temporada (2005)
| #  | Título Original                            | Título em Português do Brasil                | Data de Estréia |
| -- | ------------------------------------------ | -------------------------------------------- | --------------- |
| 01 | Parasitic Pal It's No Picnic               | Amigo Parasita Não é Um Piquenique           | 22/07/2005      |
| 02 | The Weakest Link Lumpy Treasure            | O Elo Mais Fraco O Tesouro                   | 29/07/2005      |
| 03 | Lights Out Swimming Buddy                  | O Cometa Companheiros de Natação             | 15/07/2005      |
| 04 | Tree Hugger Marshmallow Jones              | Amor à Árvore O Rei dos Marshmallows         | 05/08/2005      |
| 05 | Gone Fishin' (Sort Of) Beans Are from Mars | Pescaria Escoteiros são de Marte             | 08/07/2005      |
| 06 | Dosey Doe Prodigious Clamus                | Apaixonado Rino Prodígio                     | 12/08/2005      |
| 07 | The Nothing Club Loogie Llama              | O Clube do Nada O Mascote                    | 19/08/2005      |
| 08 | Snake Eyes Racing Slicks                   | Olhos de Cobra Pilotos Velozes               | 08/07/2005      |
| 09 | Float Trippers The Wig of Why              | Passeio de Canoa A Peruca Vidente            | 26/08/2005      |
| 10 | Slugfest Beans & Weenies                   | Festilesma Cachorro-quente                   | 05/09/2005      |
| 11 | Prickly Pining Dining Camp Kidney Stinks   | Refeição em Prickly Pines Acampamento Fedido | 02/09/2005      |
| 12 | Beans and Pranks Movie Night               | Brincadeira de Mal Gosto Noite de Cinema     | 09/09/2005      |
| 13 | The Big Cheese Campers All Pull Pants      | O Grande Queijo Sem Calças no Acampamento    | 16/09/2005      |

## 2.ª Temporada (2005-2006)
| #  | Título Original                                  | Título em Português                               | Data de Estréia |
| -- | ------------------------------------------------ | ------------------------------------------------- | --------------- |
| 14 | Hallobeanies Meatman                             | Dia das Bruxas Homem-Carne                        | 01/10/2005      |
| 15 | No Beads, No Business Miss Fru Fru               | Sem Contas, Sem Negócios Miss Fru Fru             | 11/11/2005      |
| 16 | Parent's Day Club Kidney-Ki                      | Dia dos Pais Clube de Férias                      | 18/11/2005      |
| 17 | Handy Helper Love Sick                           | Prestativo Apaixonado                             | 25/11/2005      |
| 18 | Hello Dolly Over Cooked Beans                    | Olá, Boneca Escoteiros Assados                    | 27/01/2006      |
| 19 | The Battle of Pimpleback Mountain Dead Bean Drop | A Batalha da Montanha Espinhenta Cápsula do Tempo | 17/02/2006      |
| 20 | I've Never Bean In A Sub The Great Snipe Hunt    | Nunca Estive num Submarino Caçada às Narcejas     | 03/03/2006      |
| 21 | Burpless Bean Slap Happy                         | Escoteiro Que Não Arrotava Tapa Feliz             | 10/03/2006      |
| 22 | Snow Beans Irreconcilable Dungferences           | Escoteiros na Neve Diferenças Irreconciliáveis    | 17/03/2006      |
| 23 | Mascot Madness Tomato Paste                      | Loucura de Mascote Massa de Tomate                | 14/06/2006      |
| 24 | Camp Samson Beany Weenies                        | O Acampamento do Simão Teste Físico               | 22/06/2006      |
| 25 | There's No Place Like Gnome Hot Spring Fever     | Gnomos Febre da Fonte                             | 23/06/2006      |
| 26 | Hello Summer Goodbye Camp                        | Olá Verão, Adeus Acampamento                      | 29/06/2006      |

## 3.ª Temporada (2006-2007)
| #     | Título Original                                               | Título em Português                                        | Data de Estréia |
| ----- | ------------------------------------------------------------- | ---------------------------------------------------------- | --------------- |
| 27    | 7 Deadly Sandwiches                                           | 7 Sanduíches Mortais                                       | 04/07/2006      |
| 28    | The Big Weigh In Hard Days Samson                             | Regime de Engorda O Dia Duro do Simão                      | 11/07/2006      |
| 29    | Waiting for Edward Beans in Toyland                           | Esperando Eduardo Terra dos Brinquedos                     | 20/07/2006      |
| 30    | Where's Clam? Bowling For Dinosaurs                           | Cadê o Rino? Boliche para Dinossauros                      | 26/07/2006      |
| 31    | Squirrel Seats Creepy Crawly Campy                            | Lugar Marcado Bicho Nojento                                | 17/08/2006      |
| 32    | Sweet Dreams Baby Dirt Nappers                                | Bons Sonhos Sujeira                                        | 22/08/2006      |
| 33    | Spacemates Temper Tee Pee                                     | Astronautas A Tenda do Humor                               | 29/08/2006      |
| 34    | Lazlo Loves a Parade Are You There S.M.I.T.S.? It's me Samson | Lazlo Adora uma Parada Você Está aí C.E.N.C.? Sou eu Simão | 22/09/2006      |
| 35    | Tusk Wizard Squirrel Scout Slinkman                           | O Mago da Presa Bandeirante Bananinha                      | 29/09/2006      |
| 36    | Bear-ly a Vacation Radio Free Edward                          | Quase Férias Rádio Eduardo                                 | 02/02/2007      |
| 37    | Valentine's Day A Job Well Dung                               | Dia dos Namorados Trabalho Bem Sujo                        | 09/02/2007      |
| 38    | The Bean Tree Taking Care of Gretchen                         | A Árvore dos Escoteiros Cuidando da Gretchen               | 16/02/2007      |
| 39-40 | Where's Lazlo? (Part 1) Where's Lazlo?(Part 2)                | Cadê o Lazlo? (Parte 1) Cadê o Lazlo? (Parte 2)            | 18/02/2007      |
| 41    | Scoop of the Century Boxing Edward                            | O Furo do Século Encaixotando Eduardo                      | 23/02/2007      |

## 4.ª Temporada (2007)
| #  | Título Original                              | Título em Português                                 | Data de Estréia |
| -- | -------------------------------------------- | --------------------------------------------------- | --------------- |
| 42 | Hold It Lazlo Being Edward                   | Aguenta Lazlo Ser Eduardo                           | 06/06/2007      |
| 43 | Strange Trout from Outer Space Cheese Orbs   | Tem Truta no Espaço Sideral Queijo em Órbita        | 26/05/2007      |
| 44 | Award to the Wise Cave Chatter               | Prêmios aos Sábios Conversa na Caverna              | 13/06/2007      |
| 45 | Ed's Benedict The Book of Slinkman           | A Benção do Ed O Manual do Bananinha                | 20/06/2007      |
| 46 | Never Bean on the Map Harold and Raj         | Fora do Mapa Harold e Raj                           | 27/06/2007      |
| 47 | Lumpus vs. the Volcano Nursemaster           | Lumpus contra o Vulcão Enfermeira Chefe             | 11/07/2007      |
| 48 | Dungs in Candyland Tour Wars                 | Caio e Abel na Docelândia Guerra de Turismo         | 18/07/2007      |
| 49 | Lazlo's First Crush Livin' La Vida Lumpus    | O Primeiro Amor de Lazlo Curtindo a Vida com Lumpus | 25/07/2007      |
| 50 | Samson's Mail Fraud The Haunted Coffee Table | A Fraude Postal de Simão A Mesinha Assombrada       | 15/08/2007      |
| 51 | Friendward Camp Dinkey                       | Amizade Acampamento Dinkey                          | 22/08/2007      |
| 52 | Doting Doe Eyed Deerest Clown Camp           | A Docê Senhorita Dócil Os Palhaços                  | 29/08/2007      |

## 5.ª Temporada (2007-2008)
| #  | Título Original                           | Título em Português                            | Data de Estréia |
| -- | ----------------------------------------- | ---------------------------------------------- | --------------- |
| 53 | Edward's Big Bag The List                 | O Saco de Dormir de Eduardo A Lista            | 03/09/2007      |
| 54 | Camp Complain The Engagement              | Reclamações O Noivado                          | 04/09/2007      |
| 55 | Call Me Almondine Clam the Outlaw         | Meu Nome é Rosalinda Rino, o Fora da Lei       | 05/09/2007      |
| 56 | Penny for Your Dung Baby Bean             | Um Centavo Por Seu Besouro O Pequeno Escoteiro | 06/09/2007      |
| 57 | Kamp Kringle                              | O Acampamento de Natal                         | 07/12/2007      |
| 58 | Bad Luck Be a Camper Tonight Step Clam    | Péssima Sorte Para Um Escoteiro Meditando      | 06/03/2008      |
| 59 | S is for Crazy Samson Needs a Hug         | S de Doido Simão Precisa de Abraço             | 13/03/2008      |
| 60 | Wedding Bell Blues O Brother Who Art Thou | O Casamento Irmão, Quem é Você?                | 20/03/2008      |
| 61 | Peace Frog Lumpus' Last Stand             | Sapo da Paz A Última Invenção de Lumpus        | 27/03/2008      |

## Especiais
| #     | Título Original | Título em Português    | Data de Estréia |
| ----- | --------------- | ---------------------- | --------------- |
| 39-40 | Where's Lazlo?  | Cadê o Lazlo?          | 18/02/2007      |
| 57    | Kamp Kringle    | O Acampamento de Natal | 07/12/2007      |

## Curtas
| Título Original                                   | Título em Português                                          | Data de Estréia |
| ------------------------------------------------- | ------------------------------------------------------------ | --------------- |
| Empty Nest                                        | O Ninho Vazio                                                | 09/11/2006      |
| The Eternal Flame                                 | Chama Eterna                                                 | 22/11/2006      |
| Nudist Camp                                       | Campo de Nudismo                                             | 09/04/2007      |
| Hiccups                                           | Soluço                                                       | 23/04/2007      |
| Survival of the Lamest                            | Sobrevivência do Mais Fraco                                  | 04/06/2007      |
| A Chip and Skip Cartoon: Marooned Maroons         | Um Cartoon de Caio e Abel: Náufragos                         | 11/06/2007      |
| Tales from the Campfire                           | Contos na Fogueira                                           | 18/06/2007      |
| Mail Dominance                                    | Domínio das Cartas                                           | 02/07/2007      |
| A Chip and Skip Cartoon: Outhouse on Haunted Hill | Um Cartoon de Caio e Abel: Latrina Sobre a Colina Assombrada | 08/07/2007      |
| Laid Off Lumpus                                   | Lumpus Dispensado                                            | 16/07/2007      |
| A Chip and Skip Cartoon: My Brother's Eater       | Um Cartoon de Caio e Abel: Engoli Meu Irmão                  | 17/08/2007      |
| A Chip and Skip Cartoon: Hair and Gone            | Um Cartoon de Caio e Abel: Descabelado                       | 20/08/2007      |
| A Chip and Skip Cartoon: Mi Casa, Eew Casa        | Um Cartoon de Caio e Abel: Lar, Doce Eca                     | 17/12/2007      |
| A Chip and Skip Cartoon: The Amazing Race         | Um Cartoon de Caio e Abel: A Incrível Corrida                | 01/01/2008      |